# 幸せへのキセキ
『幸せへのキセキ』（しあわせへのきせき、原題: We Bought a Zoo）は、2011年のアメリカ合衆国のヒューマンドラマ映画。ベンジャミン・ミーによる2008年の回顧録『We Bought a Zoo: The Amazing True Story of a Young Family, a Broken Down Zoo, and the 200 Wild Animals That Change Their Lives Forever』を原作とし、キャメロン・クロウが共同脚本と監督を務めた。

## ストーリー
最愛の妻を亡くし、2人の子供を抱え、ロサンゼルスでコラムニストとして働いていたシングルファーザーのベンジャミン・ミー (マット・デイモン) は、人生と家庭を修復しようと仕事を辞めて街外れの広大な家を買う。そこはローズムーア動物公園といい、ケリー・フォスター (スカーレット・ヨハンソン) ら飼育員と47種の動物がいた。
資金難に苦しむ動物公園の運営は思うように行かない上、年頃で反抗的な息子のディランとの関係など、様々な障害の中でベンジャミンは挫けそうになるものの、亡き妻からの「贈り物」の資産、そして飼育員たちの尽力と動物公園の復活を望む地元住民の励ましで、なんとか再開園にこぎ着ける。そこに至るまでの様々な経験を通して、ベンジャミンはディランとの絆も取り戻し、妻を亡くした悲しみも癒えて行く。関係修復の過程でベンジャミンがディランへ伝えた、「たった20秒の勇気（ 20 seconds of courage）」を持って自分の気持ちを相手に伝える大切さが1つのテーマとなっている。

## キャスト
※括弧内は日本語吹替
- ベンジャミン・ミー - マット・デイモン（東山紀之）

動物公園のオーナーとなった元コラムニスト。
- ケリー・フォスター - スカーレット・ヨハンソン（佐古真弓）

飼育係で現場のリーダー。
- ダンカン・ミー - トーマス・ヘイデン・チャーチ（岩崎ひろし）

ベンジャミンの兄。会計士。
- ディラン・ミー - コリン・フォード（本城雄太郎）

ベンジャミンの息子。14歳。絵を描くのが得意。
- ロージー・ミー - マギー・エリザベス・ジョーンズ（英語版）（須藤風花）

ベンジャミンの娘。7歳。
- ピーター・マクリーディ - アンガス・マクファーデン（中博史）

動物公園職員（大工）。
- リリー・ミスカ - エル・ファニング（小薗江愛理）

ケリーの従妹で動物公園で働く少女。ディランに惹かれる。
- ロビン・ジョーンズ - パトリック・フュジット（坂本くんぺい）

飼育係。
- ウォルター・フェリス - ジョン・マイケル・ヒギンズ（梅津秀行）

検査官。
- ロンダ・ブレア - カーラ・ギャロ（笹森亜希）

動物公園職員（秘書、経理係）。
- スティーヴンズ - J・B・スムーヴ（英語版）（菅原正志）

不動産屋。
- キャサリン・ミー - ステファニー・ショスタク（山根舞）

ベンジャミンの亡妻。
- デルバート・マギンティ - ピーター・リーガート

ベンジャミンの元上司
- ディランの学校の校長 - マイケル・ペインズ（英語版）
- 店員 - キム・ホイットリー（英語版）

- ナレーター - 佐藤政道

 
日本語字幕版
日本版字幕：石田泰子
日本語吹替版
その他吹き替え：村松康雄／石上裕一／斉藤貴美子／各務立基／江川央生／冨田泰代／長尾雅世／鏑木真央／宮崎智栄子／鈴木佑治／三宅貴洋／髙梨愛
翻訳：税田春介　演出：中野洋志　録音：武田将仁／山本洋平／北浦祥子　製作：ACスタジオ

## 製作
2009年2月、フォックスが原作の映画化権を購入し、ジュリー・ヨーンが製作に当てられた。2009年6月、アライン・ブロッシュ・マッケンナが脚本化を担当することが決まった。2010年3月、キャメロン・クロウがこの脚本の監督を検討していると報じられ、2010年5月、正式に監督に就いたことが、脚本の改稿を進めていることとともに伝えられた。
2010年6月にマット・デイモンの出演が決まった。2010年11月、ケリー・フォスター役にスカーレット・ヨハンソン、エイミー・アダムス、メアリー・エリザベス・ウィンステッド、レイチェル・マクアダムスが候補に挙がっていると報じられ、数日後にヨハンソンの出演が実現した。
トーマス・ヘイデン・チャーチは2010年10月、エル・ファニングとパトリック・フュジットは2010年11月にそれぞれ出演が伝えられた。
撮影は2011年1月、カリフォルニア州サウザンドオークスで50日間の予定で始まった。

2011年8月、アイスランドのミュージシャンでシガー・ロスのフロントマンであるヨンシーが映画音楽を作曲すると発表された。

## 実話の映画化
- モデルとなったのは実在のイギリス人コラムニスト、ベンジャミン・ミーである。
- ミーは2006年、休園状態にあったイングランド・デヴォン、ダートムーア南西部のダートムーア動物園 (Dartmoor Zoological Park) を購入し、約1年かけて動物園の公開を再開させた[16]。ミーをマット・デイモンが演じる。
- 劇中では妻が亡くなった悲しみから立ち直るために、動物園付きの住宅を手に入れたことになっているが、実際は夫人がまだ脳腫瘍と戦っている真っ最中であり、亡くなったのは再オープン前の3ヶ月前である[17]。

## 公開
2011年11月26日、12月23日の公開を前にアメリカ各地の映画館で一般試写会が行われた。